# Raz-B
Raz-B (de son vrai nom De'Mario Monte Thornton, né le 13 juin 1985 à Maple Heights, dans l'Ohio) est un chanteur afro-américain.

## Carrière
Il est membre fondateur du groupe hip-hop/R&B B2K.
Le groupe s'est dissout en 2004. Depuis le rappeur est parti vivre à Hangzhou, en Chine, et se produit à Shanghai.